# Carmelo Palladino
Carmelo Palladino (Cagnano Varano, 23 ottobre 1842 – Cagnano Varano, 19 gennaio 1886) è stato un anarchico italiano. Fu tra i primi attivisti della Prima Internazionale in Italia, contribuendo a fondarne la prima sezione a Napoli nel 1869 e poi la Federazione italiana dell'Associazione internazionale dei lavoratori nel 1872, avendo stretti rapporti con Errico Malatesta, Carlo Cafiero, e gli altri massimi esponenti dell'internazionalismo italiano degli anni Settanta del XIX secolo. Seguace di Bakunin, rimase fedele alle idee di quest'ultimo opponendosi alle posizioni "autoritarie" di Engels e successivamente alla svolta "possibilista" di Andrea Costa. Nell'ultimo periodo della sua vita si ritirò nella città natale di Cagnano Varano, dove venne assassinato nel 1886.

## Biografia
Nasce e cresce a Cagnano Varano, in provincia di Foggia, figlio della nobildonna Raffaella Fiorentino e di Antonio Palladino, famoso avvocato e patriota. Si trasferisce a Napoli in giovane età per frequentare dapprima il liceo classico e poi l'università, laureandosi in giurisprudenza.

### L'attività a Napoli per l'Internazionale
Dopo la laurea incontra Michail Bakunin, all'epoca ancora all'interno della Prima Internazionale, e nel 1869 Palladino, assieme ad altri attivisti (soprattutto studenti) come Carlo Gambuzzi e Stefano Caporusso, fonda la prima sezione italiana dell'Internazionale. Nel 1871 traduce in italiano Paris livré, un libro, allora molto diffuso, sulla Comune di Parigi scritto da Gustave Flourens, fucilato dalle truppe lealiste al governo. In Parigi Ceduta Carmelo Palladino non si limitò a tradurre fedelmente il manoscritto di Flourens: vi intrecciò le proprie riflessioni e impressioni, creando così una sorta di dialogo a distanza con il rivoluzionario francese. Confrontando le due versioni, si nota come in alcuni passaggi il pensiero di Carmelo coincida pienamente con quello di Flourens, mentre in altri se ne discosti nettamente, avvicinandosi progressivamente alla visione del russo Bakunin.
Nello stesso periodo incontra Errico Malatesta, che convertirà dal mazzinianesimo all'internazionalismo, e Carlo Cafiero. Assieme a quest'ultimo, tornato in Italia come emissario di Friedrich Engels, collaborerà alla costituzione della Federazione italiana dell'Associazione internazionale dei lavoratori nel 1872. Nello stesso periodo tuttavia si ebbe la rottura a livello internazionale tra il socialismo scientifico di Marx ed Engels e l'anarchismo di Bakunin. In seguito al Congresso "anti-autoritario" di Sonvilier, Palladino scriverà a Engels per protestare contro l'indirizzo politico preso dall'Internazionale. La scissione tra le due correnti sarà sancita infine dal Congresso Internazionale di Saint-Imier. A livello nazionale tuttavia non comportò una rottura di Palladino con Cafiero e con la Federazione italiana dell'Internazionale, dato che anch'essi aderirono alle tesi bakuniane. Nel gennaio 1872 Palladino fu poi tra i promotori della nascita di un periodico internazionalista, denominato La Campana, che uscirà fino al marzo dello stesso anno per un totale di dieci numeri.
Nell'agosto 1873 il Governo Minghetti mise fuorilegge l'Internazionale. Palladino fu arrestato assieme a Cafiero e Gambuzzi, venendo però assolto durante il processo. Qualche mese dopo quindi Palladino, che in questo periodo lavorava come tipografo, era nuovamente all'opera e fu tra coloro che rifondarono la sezione napoletana dell'Internazionale, col nome di Federazione Operaia Napoletana. Negli anni successivi Palladino iniziò a tornare per lunghi periodi nella natìa Cagnano Varano, dove si sposò con una contadina del luogo, Antonia Caccavelli, da cui avrà due figlie: Adele Erminia Raffaela nel 1876 e Clelia nel 1887.
In questo periodo, pur esercitando la professione di avvocato, continuò a essere politicamente attivo nel movimento anarchico tornando spesso nella città partenopea, nonostante il susseguirsi di diverse ondate repressive a seguito dei moti insurrezionali del 1874 e del 1877. A seguito di questi ultimi Palladino venne nuovamente arrestato. Liberato (collabora in queste breve periodo al periodico L’Anarchia di Emilio Covelli e a Il Martello di Andrea Costa), nel 1878 è costretto però a riparare in Svizzera per sfuggire all'ondata di arresti successiva al tentato attentato di Giovanni Passannante. Palladino tornò a Napoli l'anno successivo, subendo però un terzo arresto nel 1879, anch'esso di breve durata. Nel 1881 si schierò violentemente contro la svolta "possibilista" di Andrea Costa, che, con la lettera Ai miei amici di Romagna segnava il passaggio di un pezzo dell'internazionalismo dalla tattica insurrezionalista propria dell'anarchismo al tentativo di costruire un partito socialista di massa, che non escludeva la partecipazione alle competizioni elettorali.

### Il ritorno definitivo a Cagnano Varano e gli ultimi anni
Nei primi anni Ottanta Palladino si stabilì definitivamente a Cagnano Varano, su pressione del padre che tentava di sottrarlo a possibili compromissioni. Qui, nonostante la strettissima sorveglianza poliziesca, nei primi tempi continuò ad essere attivo politicamente, tentando di organizzare l'anarchismo pugliese e di radicarlo, ed ebbe contatti con Francesco Saverio Merlino e Antonio Murgo, pur polemizzando nuovamente con questi ultimi a causa delle loro posizioni favorevoli alla partecipazione elettorale e a una diversa lettura dei cambiamenti economici in corso nelle Puglie, caratterizzati dalla progressiva concentrazione delle terre nelle mani di pochi grandi latifondisti. Nel 1883, deluso per le divisioni interne al movimento internazionalista, abbandonò definitivamente l'attività politica, dedicandosi agli studi classici e agricoli coltivando con particolare impegno l’apicoltura, ambito in cui divenne un profondo conoscitore, fino ad aprire un proprio stabilimento apistico. Nella seconda metà degli anni Ottanta svolse alcuni incarichi come avvocato per conto del Comune di Cagnano Varano.
Il 19 gennaio del 1896 Carmelo Palladino morì in conseguenza di un agguato subito a Cagnano Varano mentre, rincasando, percorreva corso Roma. A soli 43 anni Carmelo venne probabilmente ucciso per mano di Caccavelli Michele, un uomo con evidenti problemi mentali che lo colpi con un colpo di scure. La morte non fu immediata, come invece raccontato da sua figlia Adele: riuscì a tornare a casa, ferito e sanguinante, e vi morì soltanto in un secondo momento. Le testimonianze dell’epoca provenivano da persone poco istruite e distanti dai reali eventi. Nella mente della famiglia cominciò a farsi strada il sospetto che non si trattasse di un omicidio casuale, bensì premeditato. A causa delle numerose perquisizioni subite, decisero di adottare una strategia estrema: negare l’esistenza dei suoi scritti e nasconderli, con l’intento di preservarli e tramandarli ai discendenti, che ancora oggi li custodiscono.

## Opere
- Gustave Flourens, Parigi ceduta di Gustavo Flourens, traduzione di Carmelo Palladino, NAPOLI, Stamperia Ferrante - Strada S. Mattia 63, 64., 1871.